# Carlo DeRosa

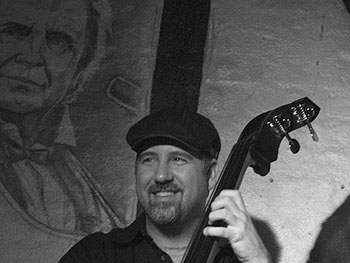
Carlo DeRosa (2014)
Foto: Hreinn Gudlaugsson

Carlo DeRosa (* 27. Oktober 1970) ist ein US-amerikanischer Jazz-Bassist, Bandleader und Komponist, dem Jack DeJohnette „großartiges Ensemblespiel und durchdachte Soli“ bescheinigte.

## Leben und Wirken
DeRosa stammt aus New Paltz (New York) und kam 1993 nach New York City und arbeitete seitdem mit Musikern wie Ray Barretto, Ravi Coltrane, William Cepeda, Bruce Barth, Ed Thigpen, Nick Brignola, Mickey Roker, Steve Turre, Miguel Zenón, Hilton Ruiz, Ralph Alessi und Jason Moran; außerdem wirkte er bei Aufnahmen u. a. von Amir ElSaffar (Two Rivers; Pi Recordings 2007, und Inana  2011), Rudresh Mahanthappa (Kinsmen 2008) mit. In den 2000er Jahren arbeitete er mit seiner Band Cross Fade, der Mark Shim (Saxophon), Justin Brown (Schlagzeug) und der Pianist Vijay Iyer angehören. 2011 legte er auf Cuneiform das Album Brain Dance vor.